# Ферроин
Ферроин — окислительно-восстановительный индикатор изменения кислотности (рН) химических растворов, в титриметрическом анализе, а именно в цериметрии. Химическая формула: (2+)Fe(C12H8N2)3SO4 — комплекс о-фенантролина сульфата с железом .
Окраска окисленной формы бледно-голубая, восстановленной формы — красная.

## Получение
0,7 г железа закисного сульфата (FeSO4 · 7H2O) растворяют в 100 мл воды, прибавляют 2,2 г о-фенантролина сульфата и перемешивают до растворения.
Раствор готовят перед употреблением.

## Применение

### Автоколебательные реакции

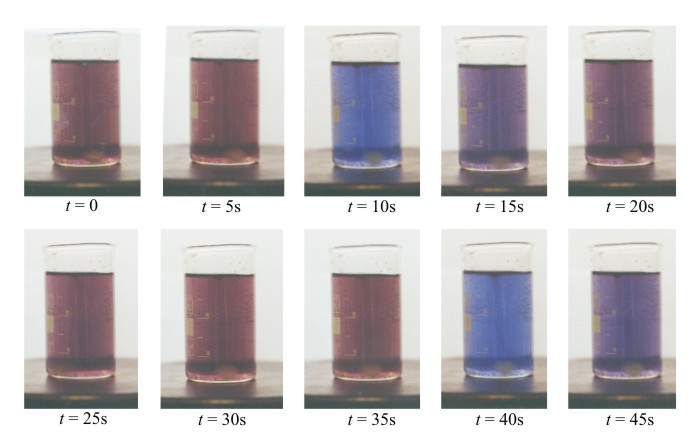
Изменение цвета реакционной смеси в реакции Белоусова — Жаботинского с ферроином

Ферроин также известен как индикатор и катализатор в автоколебательных реакциях Белоусова — Жаботинского.